# Eudesma undulata
Eudesma undulata är en skalbaggsart som först beskrevs av Melsheimer 1846.  Eudesma undulata ingår i släktet Eudesma och familjen barkbaggar. Inga underarter finns listade i Catalogue of Life.